# Uomini addosso/E ti amo veramente
Uomini addosso/E ti amo veramente è un singolo di Milva, pubblicato dalla Ricordi nel 1993.

## Uomini addosso
Uomini addosso è un brano musicale scritto da Roby Facchinetti e Valerio Negrini, presentato in gara al Festival di Sanremo 1993 non riuscendo ad accedere alla finale.
Il brano, arrangiato e prodotto da Fio Zanotti e Natale Massara, fu inserito nell'album omonimo.

## E ti amo veramente
E ti amo veramente è la canzone pubblicata sul lato B del singolo, scritta da Giuseppe Andreetto e Marco Colombo, anch'essa inserita nell'album e prodotta ed arrangiata da Zanotti e Massara.

## Edizioni
Il singolo fu pubblicato in italia a 45 giri su etichetta Ricordi con numero di catalogo SRL 11128, segnando l'ultimo della cantante in questo formato. In Germania fu pubblicato un CD Single su etichetta Metronome – 859 659-2, contenente oltre a Uomini addosso, altre due tracce differenti rispetto al 45 giri: Mon amour e La notte dei miracoli, entrambe inserite nell'album.